# Pelusio
Pelusio è stata una città dell'antico Egitto situata nella parte più orientale del Delta del Nilo, 30 km a sud-est della moderna Porto Said. Fu chiamata (tra l'altro) Sena e Per-Amun (egiziano, copto: Ⲡⲉⲣⲉⲙⲟⲩⲛ Paramùn che significa "Casa o Tempio di Amon"), Πηλούσιον (Pēlùsion, greco), Pelusium (latino), Sin (caldaico ed ebraico), Seyân (aramaico) e Tell el-Farama (arabo egiziano moderno).
Pelusio si trovava nel 14° nomo ed è stata la più orientale delle città del Basso Egitto, situata sul ramo orientale del Nilo, il ramo Pelusiaco, oggi insabbiato.
Presso la città si svolse la battaglia che vide opposti gli Egizi ai Persiani guidati da Cambise II; la vittoria persiana segnò la fine della secolare indipendenza dell'Egitto. All'epoca dell'Impero romano fu capitale della provincia di Augustamnica. Agli inizi del V secolo erano stanziati là gli Equites stablesiani agli ordini del comes rei militaris per Aegyptum (Notitia dignitatum in or., xxviii).